# 난세이정
난세이정(南勢町)은 미에현 와타라이군에 설치되었던 정이다.
2005년 10월 1일, 인접한 난토정과 합병해 미나미이세정이 성립하였고, 난세이정은 폐지되었다

## 지리
시마 반도의 남단부, 도카이 군의 남동부에 있었다. 남쪽은 태평양의 구마노 나다에 면하고 리아스식 해안이 발달해 있었다. 정역의 중앙부에 고쇼만이 있는데, 그 만구는 약 2킬로미터, 깊이는 약 7킬로미터이다.

## 역사
- 1955년 2월 11일 - 고카쇼정, 호노하라촌, 미나미촌, 슈쿠다소촌 및 가미하라촌 일부를 합병해 난세이정이 성립하였다.
- 2005년 10월 1일 - 난세이정과 난토정이 합병해 미나미이세정이 성립하였다. 동일 난세이정은 폐지되었다.

## 행정
- 정장 : 오오타 히사유키 (太田久幸)

## 교통

### 도로
- 국도 제260호선 (일본)(일본어판)